# 安田達矢
安田 達矢（やすだ たつや、1952年 - ）は、日本の漫画家。北海道出身。1982年半ばより安田タツ夫・名義で執筆することがほとんどとなっている。

## 略歴
- 1972年、ダイナミックプロに入社し、永井豪に師事[2]。
- 1975年、『鋼鉄ジーグ』（テレビマガジン）でデビュー[1][2]。
- 2003年の時点で、ダイナミックプロにおいて豪班のチーフを務めている[2]。

## 作品リスト
- 鋼鉄ジーグ（原作：永井豪、『テレビマガジン』1975年6月号-1976年6月号）
- ゲッターロボG（原作：永井豪、石川賢、『小学四年生』1975年8月号-1976年3月号）
- バトルホーク（原作：永井豪、石川賢、『テレビマガジン』1977年1月号増刊[3]）
- アリゾナキッド（原作：永井豪、『てれびくん』1977年8月号-1978年1月号 ）
- 挑戦者K（『別冊テレビランド19号[4]』1978年）
- 00学園 スパイ大作戦[5]（『月刊少年チャレンジ』1979年6月号-1981年7月号）[6]
- ラブミー心平（『月刊少年チャレンジ新年増刊号』1981年）
- 00スパイ春太郎[5]（『週刊少年チャレンジ[7]』1981年7/24号〈創刊1号〉-1982年〈No.3〉2/22号）
- サイボットロボッチ[8]（原作：石川賢、安藤豊弘、『小学一年生』1982年10月号-1983年1月号、『よいこ』1982年11月号-1983年7月号）
- サイコアーマー ゴーバリアン[8]（原作：永井豪、構成：安田タツ夫、絵：ナック、『よいこ』1983年8月号-1984年2月号[9]）
- 劇画・怪盗ルパン[5]（原作：モーリス・ルブラン、小学館、全10巻描きおろし単行本1984-1985年）
- 実験ハウス訪問記（『6年の科学』1983年1月号）
- LS愛ちゃん[8]（『5年の科学』1984年1月号-3月号、『6年の科学』1983年4月号-1988年3月号）
- ジーキル博士とハイド氏[8]（原作：スティーヴンソン、旺文社 名作まんがシリーズ描きおろし単行本1985年）[10]
- 闇にうごめくドクロ蜘蛛[8]（レモンコミックス描きおろし単行本1985年）[11]
- 恐怖!人魚の子守歌[8]（レモンコミックス描きおろし単行本1986年）[12]
- 心霊戦士 九字一兵（原作：高天薫、『別冊アニメディア モンスターランド第1弾』[13]1986年）
- 坂本龍馬 幕末の風雲児[8]（学研まんが伝記シリーズ 描きおろし単行本1986年）[14]
- 妖戦地帯[8]（原作：菊地秀行、『小説現代臨時増刊 菊地秀行スペシャル 新妖戦地帯』[15]1986年）
- 最強挙士伝説ファミコマンドー竜[8][16] （『ファミコミック』1986年第1号[17]）
- 火竜戦線-ドラゴン・ファイヤー-[8]（原作：佐々木鏡次、桃園書房『月刊コミックJUMBO（ジャンボ!）』1988年1月号-6月号）
- ゲッターロボ號[8]（原作：永井豪 石川賢、『別冊コロコロコミックスペシャル』1991年2、4、6月号[18] ）
- ぎょうせい名球会comics[8]（描きおろし単行本1991-1992年）
  - 王貞治～世界一への道～はばたけフラミンゴ!
  - 柴田勲～快盗 赤い手袋 走る!～
  - 高木守道～プロも惚れ込むプロの技～
  - 有藤道世～土佐のいごっそう～